# Max Esposito
Max Esposito (Camden, 16 giugno 1997) è un pentatleta australiano.

## Biografia

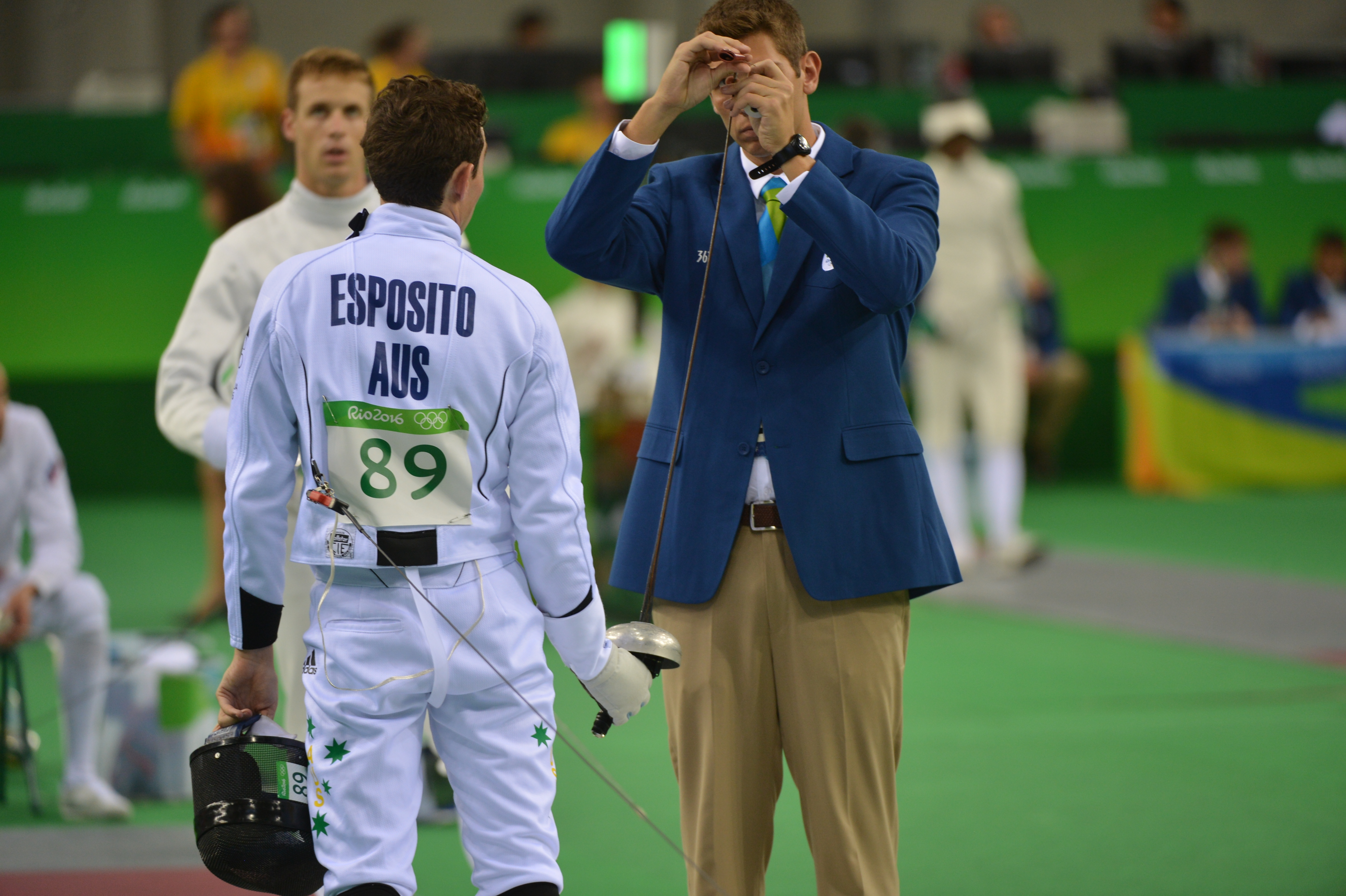
Max Esposito a.

È figlio del pentatleta Daniel Esposito, che partecipò ai Giochi olimpici estivi di Los Angeles 1984. Anche la sorella Chloe Esposito è pentleta di caratura internazionale, campionessa olimpica a Rio de Janeiro 2016. È allenato dal padre.
Ha rappresentato la Australia, assieme alla sorella, ai Giochi olimpici di Rio de Janeiro 2016, concludendo al settimo posto nella gara maschile.